# Auxon (Haute-Saône)
Auxon település Franciaországban, Haute-Saône megyében. Lakosainak száma 402 fő (2022. január 1.). Auxon Breurey-lès-Faverney, Bougnon, Flagy, Provenchère, Pusy-et-Épenoux és Villeparois községekkel határos.

## Népesség
A település népességének változása:
| Lakosok száma | 429  | 426  | 440  | 419  | 414  | 408  | 403  | 401  | 402  |
|               | 2013 | 2015 | 2016 | 2017 | 2018 | 2019 | 2020 | 2021 | 2022 |